# 楽しい浜べ
『楽しい浜べ』（たのしいはまべ、英: Muscle Beach Tom、1956年9月7日）は、シネマスコープで公開された「トムとジェリー」の作品のひとつ。劇場公開時のタイトルは『鉄腕トム』。

## スタッフ
- 製作・監督 - ウィリアム・ハンナ、ジョセフ・バーベラ
- 作画 - ケネス・ミューズ　エド・バージ、アーヴン・スペンス、ルイス・マーシャル
- レイアウト - ディック・ビッケンバック
- 背景 - ロバート・ジェントル
- 音楽 - スコット・ブラッドリー

## 作品内容
ここはネコたちがウエイトトレーニングに訪れる海水浴場「マッスルビーチ」。トムもガールフレンドの雌猫を誘いバカンスにやって来た。トムよりお先に砂浜に来ていたジェリーはトムに散々日光浴の邪魔をされ激怒。そこからいつものように喧嘩が始まるが結局はトムに追い払われてしまう。
騒ぎが済んだところで雌猫に目をやるトムだが、いつの間にか雌猫は筋肉を自慢するブッチの虜となっていた。トムはブッチと雌猫の取り合いになる。重量挙げ対決ではブッチをなんとか上回るも無茶が過ぎたためにバーベルの重りに潰され、ダンス対決では最終的にブッチのいいようにされたトムが敗れてしまう。
どうやら女は逞しいマッチョになびくと判断したトムは、売り物の風船をくすね水着に忍ばせ、隆々とした筋肉に見立てようとする。そして再び雌猫にアプローチしていたブッチに宣戦布告。所詮見かけ倒しの筋肉ではブッチの本当の筋肉に敵わなかったものの、トムは「火事場の馬鹿力」ならぬ「砂場の馬鹿力」で、風船の浮力で浮かばないよう結びつけておいた碇をぶん回しブッチをノックアウトしてしまう。
こうしてトムの「風船筋肉」の虜になった雌猫。そこへ水を差すようにジェリーがうるさくセロリをかじりだしたため、再びトムとジェリーの喧嘩が勃発。最後にはジェリーがトムの風船を膨らませた上で割ったことで、トムはそのまま空の彼方へ飛び去って行ってしまった。
残された雌猫に今度はジェリーが力自慢。トマトで作ったミニバーベルで重量挙げを行うが、先ほどのトムよろしく無理が祟ってそのまま倒れ込み挟まれてしまうのだった。

## 登場キャラクター
トム
雌猫とバカンスを楽しんでいたが、彼女をブッチに取られてしまう。やがてブッチと喧嘩を始め、雌猫の気を惹こうと風船で筋肉を偽装しつつブッチを撃退するが、最後はジェリーから空気で自身の体を膨らませる仕返しをされ追い払われた。
ジェリー
日光浴の邪魔をするトムを追い払い、最後は雌猫にトマト製バーベルでウエイトリフティングに挑むも、あまりの重さに耐えかねて倒れ、トマトのおもりに挟まれた。
ブッチ
雌猫に一目惚れし、先客のトムを追い出して鍛えた肉体を自慢し彼女に猛アタックする。だがトムから反撃を喰らい砂の中に埋められてしまう。
雌猫
トムとバカンスを楽しむが、いつの間にかブッチに横取りされる。やがてトムとブッチが喧嘩して両者が追い払われる場面を見届け、最終的にはジェリーとバカンスを楽しんだ。
トレーニングをするネコたち
冒頭、マッスルビーチで各自筋肉を鍛えていた。

## 日本でのテレビ放映
TBS系列などで1964年から1990年頃まで時折放映された。DVDにも収録。